# (2363) Cebriones
(2363) Cebriones ist ein Asteroid aus der Gruppe der Jupiter-Trojaner. Damit werden Asteroiden bezeichnet, die auf den Lagrange-Punkten auf der Bahn des Jupiter um die Sonne laufen. (2363) Cebriones wurde am 4. Oktober 1977 vom Purple-Mountain-Observatorium entdeckt.
Benannt wurde der Asteroid nach Kebriones, dem Wagenlenker des Hektor aus der griechischen Mythologie.